# 150145 Uvic
150145 Uvic è un asteroide della fascia principale. Scoperto nel 1996, presenta un'orbita caratterizzata da un semiasse maggiore pari a 3,0985070 UA e da un'eccentricità di 0,1695221, inclinata di 6,11722° rispetto all'eclittica.
L'asteroide è dedicato all'University of Victoria in Canada, la cui sigla è appunto "UVic", presso il cui osservatorio, il Climenhaga Observatory, ne è avvenuta la scoperta.